# مستوى الطيران

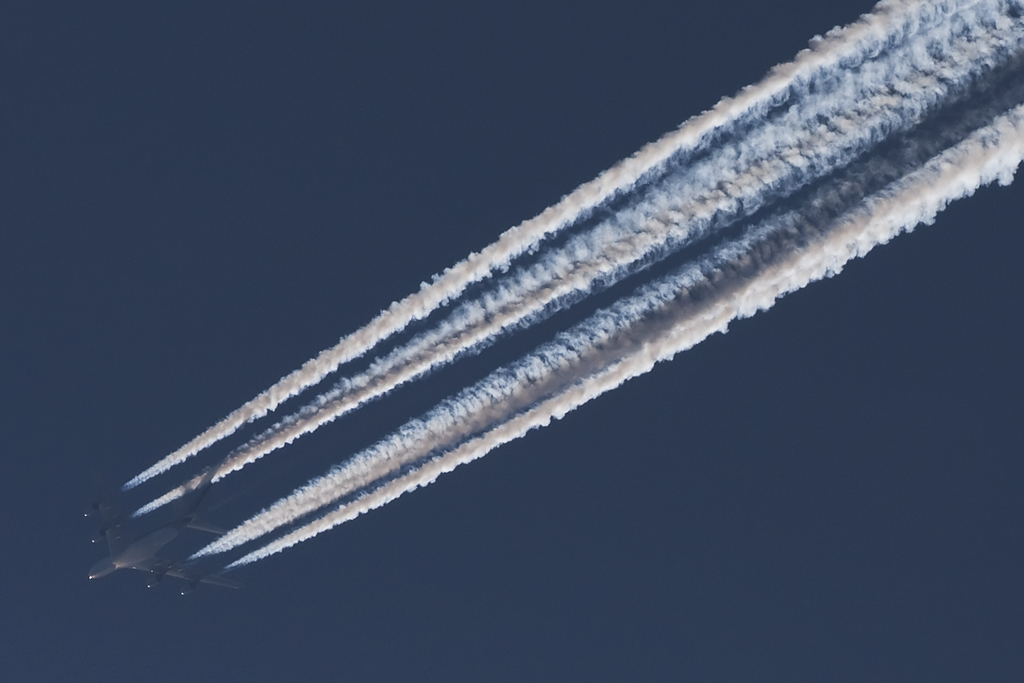
طائرة الخطوط الجوية السنغافورية من نوع A380 في مستوى طيران 400

في الأرصاد الجوية للطيران والطيران، مستوى الطيران (flight level) اختصاراً (FL) هو ارتفاع الطائرة عند ضغط الهواء القياسي، معبراً عنه بمئات الأقدام. يتم حساب ضغط الهواء بافتراض أن الضغط الجوي المعياري الدولي هو 1013.25 hPa (29.92.00) inHg) عند مستوى سطح البحر، وبالتالي لا يكون بالضرورة هو نفسه الارتفاع الفعلي للطائرة، سواء فوق مستوى سطح البحر أو فوق مستوى الأرض.

## خلفية
تُستخدم مستويات الطيران لضمان الفصل الرأسي الآمن بين الطائرات، على الرغم من الاختلافات المحلية الطبيعية في ضغط الهواء الجوي. تاريخيًا، تم قياس الارتفاع باستخدام مقياس ارتفاع الضغط، والذي يعد في الأساس مقياس ضغط جوي معايرًا. يقيس مقياس الارتفاع ضغط الهواء المحيط، والذي يتناقص مع زيادة الارتفاع باتباع الصيغة البارومترية. ثم يقوم بحساب وعرض الارتفاع المقابل. إذا لم تتم معايرة مقاييس الارتفاع للطائرات المختلفة بشكل متسق، فيمكن أن تحلق طائرتان على نفس الارتفاع على الرغم من أن مقاييس الارتفاع الخاصة بهما تظهر أنهما كانتا على ارتفاعات مختلفة. تعمل مستويات الطيران على حل هذه المشكلة عن طريق تحديد الارتفاعات بناءً على ضغط الهواء القياسي عند مستوى سطح البحر. تتم معايرة جميع الطائرات التي تعمل على مستويات الطيران مع هذا الإعداد بغض النظر عن ضغط مستوى سطح البحر الفعلي.
لعرض الارتفاع الحقيقي فوق مستوى سطح البحر، سيحتاج الطيار إلى معايرة مقياس الارتفاع وفقًا لضغط الهواء المحلي عند مستوى سطح البحر، لمراعاة التباين الطبيعي للضغط بمرور الوقت وفي مناطق مختلفة.

## تعريف
مستويات الطيران موصوفة برقم، وهو الارتفاع الاسمي، أو ارتفاع الضغط، بمئات الأقدام، مع كونه من مضاعفات 500 قدم، لذلك ينتهي دائمًا بالرقم 0 أو 5. لذلك، ضغط ارتفاع 32,000 قدم (9,800 م) باسم «مستوى الرحلة 320» ("flight level 320").
عادةً ما يتم تحديد مستويات الطيران كتابيًا كـ (FLxxx)، حيث (xxx) عبارة عن رقم مكون من رقمين أو ثلاثة أرقام يشير إلى ارتفاع الضغط بوحدات 100 قدم (30 م). في الاتصالات اللاسلكية، سيتم نطق (FL290) كـ «مستوى طيران أثنين تسعة صفر» ("flight level two nine(r) zero").

## ارتفاع الانتقال
في حين أن استخدام إعداد الضغط القياسي يسهل فصل الطائرات عن بعضها البعض، إلا أنه لا يوفر الارتفاع الفعلي للطائرة فوق الأرض. في الارتفاعات المنخفضة، يتم عادةً تعيين مقياس الارتفاع لإظهار الارتفاع فوق مستوى سطح البحر، والذي يمكن مقارنته مباشرةً بالارتفاع المعروف للتضاريس. يختلف إعداد الضغط لتحقيق ذلك باختلاف الظروف الجوية. يطلق عليه QNH («الضغط الجوي المعدل حسب مستوى سطح البحر»)، أو «إعداد مقياس الارتفاع»، والقيمة المحلية الحالية متاحة من مصادر مختلفة، بما في ذلك مراقبة الحركة الجوية ومحطة إصدار تقرير الطقس للمطار (METAR) المحلية.
الارتفاع الانتقالي (transition altitude) أو (TA) هو الارتفاع فوق مستوى سطح البحر الذي تتغير عنده الطائرة من استخدام الارتفاعات المشتقة من البارومتر المحلي إلى استخدام مستويات الطيران. عند العمل عند أو أسفل الارتفاع الانتقالي، عادة ما يتم تعيين أجهزة قياس الارتفاع للطائرة لإظهار الارتفاع فوق مستوى سطح البحر. فوق الارتفاع الانتقالي، يتم عادةً ضبط إعداد ضغط مقياس الارتفاع للطائرة إلى إعداد الضغط القياسي البالغ 1013.25 هيكتوباسكال (وهو ما يعادل مليبار) أو 29.92 بوصة من الزئبق وسيتم التعبير عن ارتفاع الطائرة كمستوى طيران.
في الولايات المتحدة وكندا، يبلغ ارتفاع الانتقال 18,000 قدم (5,500 م). في أوروبا، يختلف ارتفاع الانتقال ويمكن أن يصل إلى 3,000 قدم (910 م). هناك مناقشات لتوحيد ارتفاع الانتقال داخل منطقة يوروكونترول.
في 25 نوفمبر 2004، رفعت هيئة الطيران المدني في نيوزيلندا الارتفاع الانتقالي لنيوزيلندا من 11,000 إلى 13,000 قدم (3,400 إلى 4,000 م) وتغيير مستوى الانتقال من FL130 إلى FL150.
المستوى الانتقالي (TL) هو أدنى مستوى طيران فوق ارتفاع الانتقال. يوضح الجدول أدناه مستوى الانتقال وفقًا لارتفاع الانتقال و (QNH). عند النزول إلى ما دون المستوى الانتقالي، يبدأ الطيار في الإشارة إلى ارتفاع الطائرة عن طريق ضبط مقياس الارتفاع على QNH للمنطقة أو المطار.
| QNH (في هيكتوباسكال) | ارتفاع الانتقال (بالقدم) | ارتفاع الانتقال (بالقدم) | ارتفاع الانتقال (بالقدم) | ارتفاع الانتقال (بالقدم) | ارتفاع الانتقال (بالقدم) |
| QNH (في هيكتوباسكال) | 3000                     | 4000                     | 5000                     | 6000                     | 18000                    |
| -------------------- | ------------------------ | ------------------------ | ------------------------ | ------------------------ | ------------------------ |
| 1032-1050            | FL025                    | FL035                    | FL045                    | FL055                    | FL175                    |
| 1014-1031            | FL030                    | FL040                    | FL050                    | FL060                    | FL180                    |
| 996-1013             | FL035                    | FL045                    | FL055                    | FL065                    | FL185                    |
| 978-995              | FL040                    | FL050                    | FL060                    | FL070                    | FL190                    |
| 960-977              | FL045                    | FL055                    | FL065                    | FL075                    | FL195                    |
| 943-959              | FL050                    | FL060                    | FL070                    | FL080                    | FL200                    |

طبقة الانتقال هي المجال الجوي بين ارتفاع الانتقال ومستوى الانتقال.
وفقًا لهذه التعريفات، تتراوح طبقة الانتقال من سماكة 0 إلى 0–500 قدم (0–152 م) . لا يتم عادةً تخصيص الطائرات للطيران عند «المستوى الانتقالي» لأن هذا من شأنه أن يوفر فصلًا غير كافٍ عن حركة المرور التي تحلق على QNH عند ارتفاع الانتقال. بدلاً من ذلك، فإن أدنى «مستوى طيران» قابل للاستخدام هو المستوى الانتقالي بالإضافة إلى 500 قدم.
ومع ذلك، في بعض البلدان، مثل النرويج على سبيل المثال، يتم تحديد مستوى الانتقال عن طريق إضافة فاصل حاجز بحد أدنى 1,000 قدم (300 م) (اعتمادًا على QNH) إلى ارتفاع الانتقال. لذلك، قد تحلق الطائرات على كل من المستوى الانتقالي والارتفاع الانتقالي، ولا تزال مفصولة رأسياً بما لا يقل عن 1,000 قدم (300 م). في تلك المناطق ستكون الطبقة الانتقالية بسمك 1,000–1,500 قدم (300–460 م)، اعتمادًا على QNH.
باختصار، فإن الصلة بين «ارتفاع الانتقال» (TA) و «الطبقة الانتقالية» (TLYR) و «المستوى الانتقالي» (TL) هي
TL = TA + TLYR

## قاعدة نصف دائري / نصف كروي
تنطبق القاعدة نصف الدائرية (المعروفة أيضًا باسم قاعدة نصف الكرة الأرضية)، في إصدار مختلف قليلاً، على رحلات قواعد الطيران الآلي (IFR) في المملكة المتحدة داخل المجال الجوي الخاضع للرقابة وبشكل عام في بقية العالم. تحدد القاعدة القياسية تقسيم المسار بين الشرق والغرب:
- Eastbound - المسار المغناطيسي من 000 إلى 179 درجة - بآلاف فردية (FL 250، 270، إلخ.)
- Westbound - مسار مغناطيسي 180 إلى 359 درجة - حتى الآلاف (FL 260، 280، إلخ.)

في FL 290 وما فوق، إذا لم يكن الحد الأدنى للفصل الرأسي (RVSM) قيد الاستخدام، 4000 تُستخدم فترات قدم لفصل الطائرات ذات الاتجاه نفسه (بدلاً من 2000 فترات زمنية أقل من FL 290)، ويتم تعيين مستويات طيران فردية فقط، بغض النظر عن اتجاه الرحلة:
- شرقاً (Eastbound) - مسار مغناطيسي من 000 إلى 179 درجة - مستويات طيران غريبة (FL 290، 330، 370، إلخ.)
- غربًا (Westbound) - مسار مغناطيسي 180 إلى 359 درجة - مستويات طيران فردية (FL 310، 350، 390، إلخ.)

على العكس من ذلك، فإن الطائرات المجهزة بـ (RVSM) قادرة على مواصلة الفصل في 2000 فترات قدم على النحو المبين في القواعد نصف دائرية. تستخدم كل من الطائرات غير المجهزة بـ (RVSM) و (RVSM) فاصلًا قدره 4000 قدم فوق FL 410.
البلدان التي يتم فيها توجيه الخطوط الجوية الرئيسية شمال / جنوب (على سبيل المثال، نيوزيلندا، إيطاليا، البرتغال) لديها قواعد نصف دائرية تحدد مسار الشمال / الجنوب بدلاً من تقسيم المسار الشرقي / الغربي.
في إيطاليا وفرنسا والبرتغال ومؤخراً في إسبانيا (AIP ENR 1.7-3)، على سبيل المثال، تستخدم حركة المرور المتجهة جنوباً مستويات طيران فردية؛ في نيوزيلندا، تستخدم حركة المرور المتجهة جنوبًا مستويات طيران متساوية. في أوروبا، تُستخدم مستويات الفصل الخاصة بمنظمة الطيران المدني الدولي (ICAO) وفقًا للجدول التالي:
| Magnetic route figure of merit (FOM) | Magnetic route figure of merit (FOM) | Magnetic route figure of merit (FOM) | Magnetic route figure of merit (FOM) | Magnetic route figure of merit (FOM) | Magnetic route figure of merit (FOM) | Magnetic route figure of merit (FOM) | Magnetic route figure of merit (FOM) |
| 0° to 179°                           | 0° to 179°                           | 0° to 179°                           | 0° to 179°                           | 180° to 359°                         | 180° to 359°                         | 180° to 359°                         | 180° to 359°                         |
| VFR                                  | VFR                                  | IFR                                  | IFR                                  | VFR                                  | VFR                                  | IFR                                  | IFR                                  |
| FL                                   | feet                                 | FL                                   | feet                                 | FL                                   | feet                                 | FL                                   | feet                                 |
| ------------------------------------ | ------------------------------------ | ------------------------------------ | ------------------------------------ | ------------------------------------ | ------------------------------------ | ------------------------------------ | ------------------------------------ |
| —                                    | —                                    | 010                                  | 1,000                                | —                                    | —                                    | 020                                  | 2,000                                |
| —                                    | —                                    | 030                                  | 3,000                                | —                                    | —                                    | 040                                  | 4,000                                |
| 035                                  | 3,500                                | 050                                  | 5,000                                | 045                                  | 4,500                                | 060                                  | 6,000                                |
| 055                                  | 5,500                                | 070                                  | 7,000                                | 065                                  | 6,500                                | 080                                  | 8,000                                |
| 075                                  | 7,500                                | 090                                  | 9,000                                | 085                                  | 8,500                                | 100                                  | 10,000                               |
| 095                                  | 9,500                                | 110                                  | 11,000                               | 105                                  | 10,500                               | 120                                  | 12,000                               |
| 115                                  | 11,500                               | 130                                  | 13,000                               | 125                                  | 12,500                               | 140                                  | 14,000                               |
| 135                                  | 13,500                               | 150                                  | 15,000                               | 145                                  | 14,500                               | 160                                  | 16,000                               |
| 155                                  | 15,500                               | 170                                  | 17,000                               | 165                                  | 16,500                               | 180                                  | 18,000                               |
| 175                                  | 17,500                               | 190                                  | 19,000                               | 185                                  | 18,500                               | 200                                  | 20,000                               |
| 195                                  | 19,500                               | 210                                  | 21,000                               | —                                    | —                                    | 220                                  | 22,000                               |
| —                                    | —                                    | 230                                  | 23,000                               | —                                    | —                                    | 240                                  | 24,000                               |
| —                                    | —                                    | 250                                  | 25,000                               | —                                    | —                                    | 260                                  | 26,000                               |
| —                                    | —                                    | 270                                  | 27,000                               | —                                    | —                                    | 280                                  | 28,000                               |
| —                                    | —                                    | 290                                  | 29,000                               | —                                    | —                                    | 310                                  | 31,000                               |
| —                                    | —                                    | 330                                  | 33,000                               | —                                    | —                                    | 350                                  | 35,000                               |
| —                                    | —                                    | 370                                  | 37,000                               | —                                    | —                                    | 390                                  | 39,000                               |
| —                                    | —                                    | 410                                  | 41,000                               | —                                    | —                                    | 430                                  | 43,000                               |
| —                                    | —                                    | 450                                  | 45,000                               | —                                    | —                                    | 470                                  | 47,000                               |
| —                                    | —                                    | 490                                  | 49,000                               | —                                    | —                                    | 510                                  | 51,000                               |

## حكم رباعي
القاعدة الرباعية ملغاة. تم استخدامه في المملكة المتحدة ولكن تم إلغاؤه في عام 2015 لجعل المملكة المتحدة تتماشى مع القاعدة شبه الدائرية المستخدمة في جميع أنحاء العالم.
تنطبق القاعدة الرباعية على رحلات قواعد الطيران الآلي (IFR) في المملكة المتحدة داخل وخارج المجال الجوي الخاضع للرقابة فيما عدا أنه يمكن تحليق هذه الطائرات على مستوى غير ما تتطلبه هذه القاعدة إذا كانت تحلق وفقًا للتعليمات التي قدمتها وحدة مراقبة الحركة الجوية، أو إذا كانت ملتزمة مع أنماط الحجز المُبلغ عنها في الطريق أو إجراءات الحجز التي تم الإخطار بها فيما يتعلق بالمطار. أثرت القاعدة فقط على تلك الطائرات التي تعمل بموجب قواعد الطيران الآلي (IFR) عندما تكون في مستوى طيران فوق 3,000 قدم فوق متوسط مستوى سطح البحر، أو أعلى من ارتفاع الانتقال المناسب، أيهما أعلى، وعندما يكون أقل من FL195 (19500) قدم فوق 1013.2 مرجع hPa في المملكة المتحدة، أو مع مقياس الارتفاع المحدد وفقًا للنظام المنشور من قبل السلطة المختصة فيما يتعلق بالمنطقة التي تحلق فوقها الطائرة إذا لم تكن هذه الطائرة تحلق فوق المملكة المتحدة.) 
كانت القاعدة غير ملزمة للرحلات التي تعمل بموجب قواعد الطيران البصري (VFR).
الحد الأدنى للفاصل الرأسي بين رحلتين وفقًا لقاعدة المملكة المتحدة الرباعية هو 500 قدم (لاحظ أن هذه في وحدات القدم الجيوبوتيتيكية). يتم تحديد المستوى الذي سيتم نقله بواسطة المسار المغناطيسي للطائرة، على النحو التالي:
- المسار المغناطيسي 000 إلى، بما في ذلك، 089 ° - آلاف الأقدام الفردية (FL070، 090، 110 إلخ.)
- مسار مغناطيسي 090 إلى، بما في ذلك، 179 درجة - الآلاف الفردية زائد 500 قدم (FL075، 095، 115 إلخ.)
- مسار مغناطيسي 180 إلى 269 درجة - حتى آلاف الأقدام (FL080، 100، 120 إلخ.)
- مسار مغناطيسي 270 إلى 359 درجة وتشمل حتى الآلاف بالإضافة إلى 500 قدم (FL085، 105، 125 إلخ.)

## انخفاض الحد الأدنى للفصل الرأسي (RVSM)
يقلل الحد الأدنى للفصل الرأسي المخفض (RVSM) من الفصل الرأسي فوق مستوى FL 290 إلى 1000 قدم. يسمح ذلك للطائرات بالتحليق بأمان في مسارات أكثر مثالية، وتحقيق وفورات في الوقود وزيادة سعة المجال الجوي عن طريق إضافة مستويات طيران جديدة. يُسمح فقط للطائرات التي تم اعتمادها لتلبية معايير (RVSM)، مع العديد من الاستثناءات، بالتحليق في المجال الجوي (RVSM). تم تقديمه إلى المملكة المتحدة في مارس 2001. في 20 يناير 2002، دخلت المجال الجوي الأوروبي. انتقلت الولايات المتحدة وكندا والمكسيك إلى (RVSM) بين FL 290 و FL 410 في 20 يناير 2005، وأفريقيا في 25 سبتمبر 2008.
- تتبع 000 إلى 179 درجة - آلاف فردية (FL 290، 310، 330، إلخ.)
- تتبع 180 إلى 359 درجة - حتى الآلاف (FL 300، 320، 340، إلخ.)

في FL 410 وما فوق 4000 يتم استئناف فترات الأقدام لفصل الطائرات ذات الاتجاه نفسه ويتم تخصيص مستويات طيران فردية فقط، اعتمادًا على اتجاه الرحلة:
- تتبع 000 إلى 179 درجة - مستويات الطيران الفردية (FL 410، 450، 490، إلخ.)
- المسار 180 إلى 359 درجة - مستويات الطيران الفردية (FL 430، 470، 510، إلخ.)

## مستويات الطيران المتري
أوصت منظمة الطيران المدني الدولي (ICAO) بالانتقال إلى استخدام النظام الدولي للوحدات منذ عام 1979 مع توصية بشأن استخدام العدادات (م) للإبلاغ عن مستويات الطيران. استخدمت الصين ومنغوليا وروسيا والعديد من بلدان رابطة الدول المستقلة مستويات الطيران المحددة بالأمتار لسنوات. عادة ما تقوم الطائرات التي تدخل هذه المناطق بتسلق أو هبوط طفيف للتكيف مع ذلك، على الرغم من أن روسيا وبعض بلدان رابطة الدول المستقلة بدأت في استخدام أقدام فوق ارتفاع الانتقال وقدمت (RVSM) في نفس الوقت في 17 نوفمبر 2011.

### قيرغيزستان وكازاخستان وطاجيكستان وأوزبكستان وتركمانستان
تنطبق مستويات الطيران أدناه على قيرغيزستان وكازاخستان وطاجيكستان وأوزبكستان و 6000 متر أو أقل في تركمانستان (حيث يتم استخدام القدم لـ FL210 وما فوق). تتم قراءة مستويات الرحلة على سبيل المثال «مستوى الرحلة 7500 متر»:
| Track 180 to 359° - 600 m (2,000 ft) - 1,200 m (3,900 ft) - 1,800 m (5,900 ft) - 2,400 m (7,900 ft) - 3,000 m (9,800 ft) - 3,600 m (11,800 ft) - 4,200 m (13,800 ft) - 4,800 m (15,700 ft) - 5,400 m (17,700 ft) - 6,000 m (19,700 ft) - 6,600 m (21,700 ft) - 7,200 m (23,600 ft) - 7,800 m (25,600 ft) - 8,600 m (28,200 ft) - 9,600 m (31,500 ft) - 10,600 m (34,800 ft) - 11,600 m (38,100 ft) - 13,100 m (43,000 ft) - 15,100 m (49,500 ft) and every 2,000 metres thereafter. | Track 000 to 179° - 900 m (3,000 ft) - 1,500 m (4,900 ft) - 2,100 m (6,900 ft) - 2,700 m (8,900 ft) - 3,300 m (10,800 ft) - 3,900 m (12,800 ft) - 4,500 m (14,800 ft) - 5,100 m (16,700 ft) - 5,700 m (18,700 ft) - 6,300 m (20,700 ft) - 6,900 m (22,600 ft) - 7,500 m (24,600 ft) - 8,100 m (26,600 ft) - 9,100 m (29,900 ft) - 10,100 m (33,100 ft) - 11,100 m (36,400 ft) - 12,100 m (39,700 ft) - 14,100 m (46,300 ft) and every 2,000 metres thereafter. |

### جمهورية الصين الشعبية ومنغوليا
تنطبق مستويات الرحلات أدناه على منغوليا وجمهورية الصين الشعبية، ولا تشمل هونغ كونغ. للتمييز بين مستويات الطيران بالقدم، تتم قراءة مستويات الطيران بدون «مستوى الطيران»، على سبيل المثال «ألفان وستمائة متر» أو 12600 متر (اللغة الصينية متوفرة فقط في المجال الجوي الصيني).</br> يتم تنفيذ (RVSM) في الصين الساعة 16:00 بالتوقيت العالمي المنسق 21 نوفمبر 2007. في منغوليا الساعة 00:01 بالتوقيت العالمي المنسق 17 نوفمبر 2011. سيكون للطائرة التي تطير بالأقدام وفقًا للجدول أدناه اختلافات بين القراءة المترية لإلكترونيات الطيران الموجودة على متن الطائرة ومستوى طيران ATC الذي تم مسحه، ومع ذلك لن تكون الاختلافات أبدًا أكثر من 30 مترًا.
| Track 180 to 359° - 600 m (2,000 ft) - 1,200 m (3,900 ft) - 1,800 m (5,900 ft) - 2,400 m (7,900 ft) - 3,000 m (9,800 ft) - 3,600 m (11,800 ft) - 4,200 m (13,800 ft) - 4,800 m (15,700 ft) - 5,400 m (17,700 ft) - 6,000 m (19,700 ft) - 6,600 m (21,700 ft) - 7,200 m (23,600 ft) - 7,800 m (25,600 ft) - 8,400 m (27,600 ft) - 9,200 m (30,100 ft) - 9,800 m (32,100 ft) - 10,400 m (34,100 ft) - 11,000 m (36,100 ft) - 11,600 m (38,100 ft) - 12,200 m (40,100 ft) - 13,100 m (43,000 ft) - 14,300 m (46,900 ft) and every 1,200 metres thereafter. | Track 000 to 179° - 900 m (3,000 ft) - 1,500 m (4,900 ft) - 2,100 m (6,900 ft) - 2,700 m (8,900 ft) - 3,300 m (10,800 ft) - 3,900 m (12,800 ft) - 4,500 m (14,800 ft) - 5,100 m (16,700 ft) - 5,700 m (18,700 ft) - 6,300 m (20,700 ft) - 6,900 m (22,600 ft) - 7,500 m (24,600 ft) - 8,100 m (26,600 ft) - 8,900 m (29,100 ft) - 9,500 m (31,100 ft) - 10,100 m (33,100 ft) - 10,700 m (35,100 ft) - 11,300 m (37,100 ft) - 11,900 m (39,100 ft) - 12,500 m (41,100 ft) - 13,700 m (44,900 ft) - 14,900 m (48,900 ft) and every 1,200 metres thereafter. |

## مستويات الطيران في الاتحاد الروسي وكوريا الشمالية
في 5 سبتمبر 2011، أصدرت حكومة الاتحاد الروسي المرسوم №743،  المتعلق بالتغييرات في قواعد استخدام المجال الجوي للبلاد. دخلت القواعد الجديدة حيز التنفيذ في 17 نوفمبر 2011، حيث أدخلت نظام مستوى الطيران مشابهًا للنظام المستخدم في الغرب. كما دخلت (RVSM) حيز التنفيذ منذ هذا التاريخ.

الجدول التالي ينطبق على رحلاتقواعد الطيران الآلي (IFR):
| FL  | (metres) | (feet) |
| --- | -------- | ------ |
| 20  | 600      | 2000   |
| 40  | 1200     | 4000   |
| 60  | 1850     | 6000   |
| 80  | 2450     | 8000   |
| 100 | 3050     | 10000  |
| 120 | 3650     | 12000  |
| 140 | 4250     | 14000  |
| 160 | 4900     | 16000  |
| 180 | 5500     | 18000  |
| 200 | 6100     | 20000  |
| 220 | 6700     | 22000  |
| 240 | 7300     | 24000  |
| 260 | 7900     | 26000  |
| 280 | 8550     | 28000  |
| 300 | 9150     | 30000  |
| 320 | 9750     | 32000  |
| 340 | 10350    | 34000  |
| 360 | 10950    | 36000  |
| 380 | 11600    | 38000  |
| 400 | 12200    | 40000  |
| 430 | 13100    | 43000  |
| 470 | 14350    | 47000  |
| 510 | 15550    | 51000  |

| FL  | (metres) | (feet) |
| --- | -------- | ------ |
| 10  | 300      | 1000   |
| 30  | 900      | 3000   |
| 50  | 1500     | 5000   |
| 70  | 2150     | 7000   |
| 90  | 2750     | 9000   |
| 110 | 3350     | 11000  |
| 130 | 3950     | 13000  |
| 150 | 4550     | 15000  |
| 170 | 5200     | 17000  |
| 190 | 5800     | 19000  |
| 210 | 6400     | 21000  |
| 230 | 7000     | 23000  |
| 250 | 7600     | 25000  |
| 270 | 8250     | 27000  |
| 290 | 8850     | 29000  |
| 310 | 9450     | 31000  |
| 330 | 10050    | 33000  |
| 350 | 10650    | 35000  |
| 370 | 11300    | 37000  |
| 390 | 11900    | 39000  |
| 410 | 12500    | 41000  |
| 450 | 13700    | 45000  |
| 490 | 14950    | 49000  |

سوف يلغي النظام الجديد الحاجة إلى إجراء عمليات التسلق والنزول من أجل دخول أو مغادرة المجال الجوي الروسي من أو إلى الولايات القضائية التي تتبع المعايير الغربية.
اعتبارًا من فبراير 2017، تقوم روسيا بتغيير لاستخدام QNH والقدمين دون المستوى الانتقالي. أول مطار يستخدم هذا هو ULLI / St. بطرسبورغ. لا تزال معظم المطارات الأخرى تستخدم QFE.
على عكس روسيا، تستخدم كوريا الشمالية عادةً نظامًا متريًا أقل من TL استنادًا إلى QNH.